# Mistrovství světa v ledním hokeji 2007 (Divize I)
Mistrovství světa v ledním hokeji (Divize I) se probíhala ve dnech 15. dubna–21. dubna 2007 ve městech Cicikar (Skupina A) a Lublaň (Skupina B).

## Skupiny

### Skupina A
| Poř. | Tým        | Z | V | VP | PP | P | Skóre | B  |
| ---- | ---------- | - | - | -- | -- | - | ----- | -- |
| 1.   | Francie    | 5 | 4 | 0  | 1  | 0 | 24:7  | 13 |
| 2.   | Polsko     | 5 | 2 | 2  | 0  | 1 | 22:13 | 10 |
| 3.   | Kazachstán | 5 | 3 | 0  | 0  | 2 | 22:11 | 9  |
| 4.   | Estonsko   | 5 | 1 | 1  | 2  | 1 | 16:17 | 7  |
| 5.   | Nizozemsko | 5 | 1 | 1  | 1  | 2 | 20:19 | 6  |
| 6.   | Čína       | 5 | 0 | 0  | 0  | 5 | 8:45  | 0  |

#### Výsledky
| Tým | CHN   | EST   | FRA   | KAZ   | NED   | POL   |
| --- | ----- | ----- | ----- | ----- | ----- | ----- |
| CHN | ***** | 4:5   | 0:10  | 0:12  | 3:9   | 1:9   |
| EST | 5:4   | ***** | 4:3sn | 1:2   | 3:4pp | 3:4pp |
| FRA | 10:0  | 3:4sn | ***** | 3:1   | 4:2   | 4:0   |
| KAZ | 12:0  | 2:1   | 1:3   | ***** | 5:2   | 2:5   |
| NED | 9:3   | 4:3pp | 2:4   | 2:5   | ***** | 3:4sn |
| POL | 9:1   | 4:3pp | 0:4   | 5:2   | 4:3sn | ***** |

- Čína -  Kazachstán 0:12 (0:3, 0:5, 0:4), 15. dubna – Čchi-čchi-cha-er
- Estonsko -  Francie 4:3sn (0:1, 3:2, 0:0 - 0:0), 15. dubna – Čchi-čchi-cha-er
- Nizozemsko -  Polsko 3:4sn (0:1, 1:2, 2:0 - 0:0), 15. dubna – Čchi-čchi-cha-er
- Kazachstán -  Estonsko 2:1 (0:0, 1:0, 1:1), 16. dubna – Čchi-čchi-cha-er
- Francie -  Nizozemsko 4:2 (1:1, 2:1, 1:0), 16. dubna – Čchi-čchi-cha-er
- Polsko -  Čína 9:1 (2:0, 4:1, 3:0), 16. dubna – Čchi-čchi-cha-er
- Kazachstán -  Nizozemsko 5:2 (3:1, 1:1, 1:0), 18. dubna – Čchi-čchi-cha-er
- Čína -  Estonsko 4:5 (1:4, 2:1, 1:0), 18. dubna – Čchi-čchi-cha-er
- Francie -  Polsko 4:0 (1:0, 3:0, 0:0), 18. dubna – Čchi-čchi-cha-er
- Estonsko -  Nizozemsko 3:4pp (1:1, 1:1, 1:1 - 0:1), 19. dubna – Čchi-čchi-cha-er
- Polsko -  Kazachstán 5:2 (2:0, 3:2, 0:0), 19. dubna – Čchi-čchi-cha-er
- Francie -  Čína 10:0 (6:0, 3:0, 1:0), 19. dubna – Čchi-čchi-cha-er
- Nizozemsko -  Čína 9:3 (5:0, 1:2, 3:1), 21. dubna – Čchi-čchi-cha-er
- Polsko -  Estonsko 4:3pp (1:2, 2:0, 0:1 - 1:0), 21. dubna – Čchi-čchi-cha-er
- Kazachstán -  Francie 1:3 (0:1, 1:0, 0:2), 21. dubna – Čchi-čchi-cha-er

### Skupina B
| Poř. | Tým            | Z | V | VP | PP | P | Skóre | B  |
| ---- | -------------- | - | - | -- | -- | - | ----- | -- |
| 1.   | Slovinsko      | 5 | 5 | 0  | 0  | 0 | 29:5  | 15 |
| 2.   | Maďarsko       | 5 | 3 | 1  | 0  | 1 | 20:13 | 11 |
| 3.   | Japonsko       | 5 | 1 | 1  | 1  | 2 | 19:22 | 6  |
| 4.   | Velká Británie | 5 | 2 | 0  | 0  | 3 | 14:15 | 6  |
| 5.   | Litva          | 5 | 2 | 0  | 0  | 3 | 13:20 | 6  |
| 6.   | Rumunsko       | 5 | 0 | 0  | 1  | 4 | 12:32 | 1  |

#### Výsledky
| Tým | GBR   | HUN   | JPN   | LIT   | ROM   | SLO   |
| --- | ----- | ----- | ----- | ----- | ----- | ----- |
| GBR | ***** | 2:4   | 4:3   | 2:3   | 6:1   | 0:4   |
| HUN | 4:2   | ***** | 4:3sn | 6:1   | 5:3   | 1:4   |
| JPN | 3:4   | 3:4sn | ***** | 6:2   | 6:5pp | 1:7   |
| LIT | 3:2   | 1:6   | 2:6   | ***** | 5:2   | 2:4   |
| ROM | 1:6   | 3:5   | 5:6pp | 2:5   | ***** | 1:10  |
| SLO | 4:0   | 4:1   | 7:1   | 4:2   | 10:1  | ***** |

- Velká Británie -  Japonsko 4:3 (2:0, 2:1, 0:2), 15. dubna – Lublaň
- Maďarsko -  Litva 6:1 (2:0, 3:1, 1:0), 15. dubna – Lublaň
- Rumunsko -  Slovinsko 1:10 (1:3, 0:2, 0:5), 15. dubna – Lublaň
- Litva -  Velká Británie 3:2 (0:1, 1:1, 2:0), 16. dubna – Lublaň
- Japonsko -  Rumunsko 6:5pp (2:1, 2:1, 1:3 - 1:0), 16. dubna – Lublaň
- Slovinsko -  Maďarsko 4:1 (3:0, 0:1, 1:0), 16. dubna – Lublaň
- Litva -  Japonsko 2:6 (0:1, 0:3, 2:2), 18. dubna – Lublaň
- Rumunsko -  Maďarsko 3:5 (1:1, 2:4, 0:0), 18. dubna – Lublaň
- Slovinsko -  Velká Británie 4:0 (0:0, 3:0, 1:0), 18. dubna – Lublaň
- Litva -  Rumunsko 5:2 (1:1, 2:0, 2:1), 19. dubna – Lublaň
- Maďarsko -  Velká Británie 4:2 (0:1, 2:1, 2:0), 19. dubna – Lublaň
- Japonsko -  Slovinsko 1:7 (1:3, 0:1, 0:3), 19. dubna – Lublaň
- Velká Británie -  Rumunsko 6:1 (1:0, 4:1, 1:0), 21. dubna – Lublaň
- Japonsko -  Maďarsko 3:4sn (0:0, 2:1, 1:2 - 0:0), 21. dubna – Lublaň
- Slovinsko -  Litva 4:2 (0:0, 2:1, 2:1), 21. dubna – Lublaň